# Heterophleps epirotis
Heterophleps epirotis är en fjärilsart som beskrevs av Louis Beethoven Prout 1936. Heterophleps epirotis ingår i släktet Heterophleps och familjen mätare. Inga underarter finns listade i Catalogue of Life.